# 2012년 전국동계체육대회
제93회 전국동계체육대회는 2012년 2월 14일부터 2월 17일까지 서울특별시, 강원도 및 전라북도에서 열렸다.

## 경기장
강원도
- 평창군 알펜시아경기장 – 바이애슬론, 크로스컨트리 스키

서울특별시
- 노원구 태릉 국제 스케이트장 – 스피드 스케이팅
- 양천구 목동아이스링크 – 아이스하키

전라북도
- 무주군 무주덕유산리조트 – 스노보드, 알파인 스키
- 전주시 화산실내빙상장 – 쇼트트랙 스피드 스케이팅, 피겨 스케이팅, 컬링

## 일정
| 개회 | 개회식 | ● | 사전경기 | 1 (1) | 결승 (시범경기) | 폐회 | 폐회식 |

| 2012년 2월               | 9일 목 | 10일 금 | 11일 토 | 12일 일 | 13일 월 | 14일 화 | 15일 수 | 16일 목 | 17일 금 | 금메달 개수 |
| ------------------------ | ------ | ------- | ------- | ------- | ------- | ------- | ------- | ------- | ------- | ----------- |
| 바이애슬론               |        |         |         |         |         | 8       | 8       | 4       | 4       | 24          |
| 쇼트트랙 스피드 스케이팅 | 14     | 20      | 16      |         |         |         |         |         |         | 50          |
| 스노보드                 |        |         |         |         |         |         | 6(2)    | 6(2)    |         | 12(4)       |
| 스피드 스케이팅          |        |         |         |         |         |         | 14      | 20      | 20      | 54          |
| 아이스하키               |        | ●       |         |         | ●       | ●       | ●       | 1       | 3       | 4           |
| 알파인 스키              |        |         |         |         |         |         | 9       | 9       | 18      | 36          |
| 컬링                     |        |         |         |         | ●       | ●       | 1       | 5(2)    |         | 6(2)        |
| 크로스컨트리 스키        |        |         |         |         |         |         | 9       | 9       | 18      | 36          |
| 피겨 스케이팅            |        |         |         |         |         | 7       | 1       | 7       | 10      | 25          |
| 행사                     |        |         |         |         |         | 개회    |         |         | 폐회    |             |
| 금메달 합계              | 14     | 20      | 16      | 0       | 0       | 15      | 48      | 61      | 73      | 247         |
| 누적 합계                | 14     | 34      | 50      | 50      | 50      | 65      | 113     | 174     | 247     |             |
| 2012년 2월               | 9일 목 | 10일 금 | 11일 토 | 12일 일 | 13일 월 | 14일 화 | 15일 수 | 16일 목 | 17일 금 | 금메달 개수 |

## 종목
- 바이애슬론
- 쇼트트랙 스피드 스케이팅
- 스노보드
- 스피드 스케이팅
- 아이스하키
- 알파인 스키
- 컬링
- 크로스컨트리 스키
- 피겨 스케이팅

## 참가선수단
16개 시도에서 총 3,538명(선수 2,383명, 임원 1,155명)이 참가하였다. 아래는 각 시도별 참가인원이다. 괄호 안의 숫자는 참가선수 숫자를 의미한다.
| - 강원도 (303) - 경기도 (371) - 경상남도 (40) - 경상북도 (125) | - 광주광역시 (88) - 대구광역시 (172) - 대전광역시 (55) - 부산광역시 (147) | - 서울특별시 (523) - 울산광역시 (16) - 인천광역시 (112) - 전라남도 (108) | - 전라북도 (189) - 제주특별자치도 (2) - 충청남도 (40) - 충청북도 (92) |